# Boțești, Vaslui
Boțești este satul de reședință al comunei cu același nume din județul Vaslui, Moldova, România.

## Personalități
- Mihai Onofrei (1896 - 1980) - sculptor și pictor român.

 Acest articol despre o localitate din județul Vaslui este deocamdată un ciot. Puteți ajuta Wikipedia prin completarea lui.